# Saison 6 de This Is Us
 (janvier 2022).
Si vous disposez d'ouvrages ou d'articles de référence ou si vous connaissez des sites web de qualité traitant du thème abordé ici, merci de compléter l'article en donnant les références utiles à sa vérifiabilité et en les liant à la section « Notes et références ».
Chronologie
Saison 5
Cet article présente le guide des épisodes de la sixième et dernière saison de la série télévisée américaine This Is Us.

## Généralités
- Aux États-Unis, la saison est diffusée depuis le 4 janvier 2022 sur le réseau NBC, et en simultané sur le réseau CTV au Canada.
- En Belgique et au Luxembourg, la saison est diffusée depuis le 2 mars 2022 sur la plateforme Disney+, au rythme d'un épisode par semaine.

## Distribution

### Acteurs principaux
Adultes
- Milo Ventimiglia (VF : Rémi Bichet) : Jack Pearson
- Mandy Moore (VF : Aurore Bonjour) : Rebecca Pearson
- Sterling K. Brown (VF : Eilias Changuel) : Randall Pearson
- Chrissy Metz (VF : Véronique Alycia) : Kate Pearson
- Justin Hartley (VF : Martial Le Minoux) : Kevin Pearson
- Susan Kelechi Watson (VF : Céline Ronté) : Beth Pearson
- Chris Sullivan (VF : Pascal Casanova) : Toby
- Jon Huertas (VF : Serge Faliu) : Miguel
- Griffin Dunne (VF : Thierry Wermuth) : Nicholas « Nicky » Pearson
- Chris Geere : Phillip.

Adolescents
- Hannah Zeile (VF : Lisa Caruso) : Kate Pearson
- Niles Fitch : Randall Pearson
- Logan Shroyer (VF : Hervé Grull) : Kevin Pearson
- Lyric Ross : Déjà Pearson
- Asante Blackk (en) : Malik Hodges

Enfants
- Faithe Herman : Annie Pearson
- Eris Baker (VF : Lola Krellenstein) : Tess Pearson
- Mackenzie Hancsicsak (VF : Lisa Caruso) : Kate Pearson
- Parker Bates : Kevin Pearson
- Lonnie Chavis : Randall Pearson

## Épisodes

### Épisode 1:L'attrape cœurs
- États-Unis /  Canada : 4 janvier 2022 sur NBC / CTV
- France : 
  - 5 janvier 2022 sur Canal+ Séries (en VOSTFr)
  - 10 avril 2022 sur Canal+ Séries (en VF)
- Belgique,  Luxembourg : 2 mars 2022 sur Disney+

- États-Unis : 5,46 millions de téléspectateurs (première diffusion)

### Épisode 2:Les Retrouvailles
- États-Unis /  Canada : 11 janvier 2022 sur NBC / CTV
- France : 
  - 12 janvier 2022 sur Canal+ Séries (en VOSTFr)
  - 10 avril 2022 sur Canal+ Séries (en VF)
- Belgique,  Luxembourg : 9 mars 2022 sur Disney+

- États-Unis : 5,01 millions de téléspectateurs (première diffusion)

### Épisode 3:Les enfants d'abord
- États-Unis /  Canada : 18 janvier 2022 sur NBC / CTV
- France : 
  - 19 janvier 2022 sur Canal+ Séries (en VOSTFr)
  - 17 avril 2022 sur Canal+ Séries (en VF)
- Belgique,  Luxembourg : 16 mars 2022 sur Disney+

- États-Unis : 4,91 millions de téléspectateurs (première diffusion)

### Épisode 4:Je ne te retiens pas plus longtemps
- États-Unis /  Canada : 25 janvier 2022 sur NBC / CTV
- France : 
  - 26 janvier 2022 sur Canal+ Séries (en VOSTFr)
  - 17 avril 2022 sur Canal+ Séries (en VF)
- Belgique,  Luxembourg : 23 mars 2022 sur Disney+

- États-Unis : 4,76 millions de téléspectateurs (première diffusion)

### Épisode 5:Fausses notes
- États-Unis /  Canada : 1er février 2022 sur NBC / CTV
- France : 
  - 2 février 2022 sur Canal+ Séries (en VOSTFr)
  - 24 avril 2022 sur Canal+ Séries (en VF)
- Belgique,  Luxembourg : 30 mars 2022 sur Disney+

- États-Unis : 4,54 millions de téléspectateurs (première diffusion)

### Épisode 6:Rêver: deuxième partie
- États-Unis /  Canada : 22 février 2022 sur NBC / CTV
- France : 
  - 23 février 2022 sur Canal+ Séries (en VOSTFr)
  - 24 avril 2022 sur Canal+ Séries (en VF)
- Belgique,  Luxembourg : 6 avril 2022 sur Disney+

- États-Unis : 4,39 millions de téléspectateurs (première diffusion)

### Épisode 7:L'ingrédient secret
- États-Unis /  Canada : 8 mars 2022 sur NBC / CTV
- France : 
  - 9 mars 2022 sur Canal+ Séries (en VOSTFr)
  - 1er mai 2022 sur Canal+ Séries (en VF)
- Belgique,  Luxembourg : 13 avril 2022 sur Disney+

- États-Unis : 4,24 millions de téléspectateurs (première diffusion)

### Épisode 8:Autodidacte
- États-Unis /  Canada : 15 mars 2022 sur NBC / CTV
- France : 
  - 16 mars 2022 sur Canal+ Séries (en VOSTFr)
  - 1er mai 2022 sur Canal+ Séries (en VF)
- Belgique,  Luxembourg : 20 avril 2022 sur Disney+

- États-Unis : 4,18 millions de téléspectateurs (première diffusion)

### Épisode 9:Alors heureux?
- États-Unis /  Canada : 22 mars 2022 sur NBC / CTV
- France : 23 mars 2022 sur Canal+ Séries (en VOSTFr)
- Belgique,  Luxembourg : 27 avril 2022 sur Disney+

- États-Unis : 4,45 millions de téléspectateurs (première diffusion)

### Épisode 10:Ma plus grande fan
- États-Unis /  Canada : 29 mars 2022 sur NBC / CTV
- France : 30 mars 2022 sur Canal+ Séries (en VOSTFr)
- Belgique,  Luxembourg : 4 mai 2022 sur Disney+

- États-Unis : 4,21 millions de téléspectateurs (première diffusion)

### Épisode 11:Samedi au parc
- États-Unis /  Canada : 5 avril 2022 sur NBC / CTV
- France : 6 avril 2022 sur Canal+ Séries (en VOSTFr)
- Belgique,  Luxembourg : 11 mai 2022 sur Disney+

- États-Unis : 4,74 millions de téléspectateurs (première diffusion)

### Épisode 12:L'histoire continue
- États-Unis /  Canada : 12 avril 2022 sur NBC / CTV
- France : 13 avril 2022 sur Canal+ Séries (en VOSTFr)
- Belgique,  Luxembourg : 18 mai 2022 sur Disney+

### Épisode 13:Éternel présent
- États-Unis /  Canada : 19 avril 2022 sur NBC / CTV
- France : 20 avril 2022 sur Canal+ Séries (en VOSTFr)
- Belgique,  Luxembourg : 25 mai 2022 sur Disney+

- États-Unis : 5,09 millions de téléspectateurs (première diffusion)

### Épisode 14:Veille de mariage
- États-Unis /  Canada : 26 avril 2022 sur NBC / CTV
- France : 27 avril 2022 sur Canal+ Séries (en VOSTFr)
- Belgique,  Luxembourg : 1er juin 2022 sur Disney+

- États-Unis : 4,93 millions de téléspectateurs (première diffusion)

### Épisode 15:Miguel
- États-Unis /  Canada : 3 mai 2022 sur NBC / CTV
- France : 4 mai 2022 sur Canal+ Séries (en VOSTFr)
- Belgique,  Luxembourg : 8 juin 2022 sur Disney+

- États-Unis : 4,67 millions de téléspectateurs (première diffusion)

### Épisode 16:Et après?
- États-Unis /  Canada : 10 mai 2022 sur NBC / CTV
- France : 11 mai 2022 sur Canal+ Séries (en VOSTFr)
- Belgique,  Luxembourg : 15 juin 2022 sur Disney+

- États-Unis : 4,80 millions de téléspectateurs (première diffusion)

### Épisode 17:Dernier voyage
- États-Unis /  Canada : 17 mai 2022 sur NBC / CTV
- France : 18 mai 2022 sur Canal+ Séries (en VOSTFr)
- Belgique,  Luxembourg : 22 juin 2022 sur Disney+

- États-Unis : 5,32 millions de téléspectateurs (première diffusion)

### Épisode 18:La vie continue
- États-Unis /  Canada : 24 mai 2022 sur NBC / CTV
- France : 25 mai 2022 sur Canal+ Séries (en VOSTFr)
- Belgique,  Luxembourg : 29 juin 2022 sur Disney+

- États-Unis : 6,37 millions de téléspectateurs (première diffusion)

## Audiences aux États-Unis
| N° d'épisode | Titre original                   | Titre français                      | Chaîne | Date de diffusion originale | Audience (en millions de téléspectateurs) | Pdm sur les 18-49 ans |
| ------------ | -------------------------------- | ----------------------------------- | ------ | --------------------------- | ----------------------------------------- | --------------------- |
| 1            | The Challenger                   | L'attrape cœurs                     | NBC    | 4 janvier 2022              | 5.46                                      | 1.1                   |
| 2            | One Giant Leap                   | Les retrouvailles                   | NBC    | 11 janvier 2022             | 5.01                                      | 0.9                   |
| 3            | Four Fathers                     | Les enfants d'abord                 | NBC    | 18 janvier 2022             | 4.91                                      | 0.8                   |
| 4            | Don't Let Me Keep You            | Je ne te retiens pas plus longtemps | NBC    | 25 janvier 2022             | 4.76                                      | 0.8                   |
| 5            | Heart and Soul                   | Fausses notes                       | NBC    | 1er février 2022            | 4.54                                      | 0.8                   |
| 6            | Our Little Island Girl: Part Two | Rêver : deuxième partie             | NBC    | 22 février 2022             | 4.39                                      | 0.7                   |
| 7            | Taboo                            | L'ingrédient secret                 | NBC    | 8 mars 2022                 | 4.24                                      | 0.7                   |
| 8            | The Guitar Man                   | Autodidacte                         | NBC    | 15 mars 2022                | 4.18                                      | 0.7                   |
| 9            | The Hill                         | Alors, heureux ?                    | NBC    | 22 mars 2022                | 4.45                                      | 0.8                   |
| 10           | Every Version of You             | Ma plus grande fan                  | NBC    | 29 mars 2022                | 4.21                                      | 0.7                   |
| 11           | Saturday in the Park             | Samedi au parc                      | NBC    | 5 avril 2022                | 4.74                                      | 0.8                   |
| 12           | Katoby                           | L'histoire continue                 | NBC    | 12 avril 2022               | 4.56                                      | 0.8                   |
| 13           | Day of the Wedding               | Éternel présent                     | NBC    | 19 avril 2022               | 5.09                                      | 0.9                   |
| 14           | The Night Before the Wedding     | Veille de mariage                   | NBC    | 26 avril 2022               | 4.93                                      | 0.8                   |
| 15           | Miguel                           | Miguel                              | NBC    | 3 mai 2022                  | 4.67                                      | 0.7                   |
| 16           | Family Meeting                   | Et après ?                          | NBC    | 10 mai 2022                 | 4.80                                      | 0.8                   |
| 17           | The Train                        | Dernier voyage                      | NBC    | 17 mai 2022                 | 5.32                                      | 1.0                   |
| 18           | Us                               | La vie continue                     | NBC    | 24 mai 2022                 | 6.37                                      | 1.3                   |